# Henry de Vilmorin
Henry de Vilmorin (Parigi, 26 febbraio 1843 – Verrières-le-Buisson, 23 agosto 1899) è stato un botanico e agronomo francese.

## Biografia
Henry de Vilmorin (nome completo: Charles Henry Philippe Lévêque de Vilmorin) appartenne ad una famosa famiglia di botanici e di imprenditori agricoli. I suoi genitori erano Pierre Louis François Levêque de Vilmorin e Elisa Bailly. Henry diresse l'impresa sementiera della famiglia a partire dal 1873 e fu il primo a praticare l'ibridazione del grano. Le sue ricerche gli permisero di ottenere 18 ceppi di grano ad alto rendimento, e proseguì inoltre la sperimentazione iniziata da suo padre sulla selezione genetica delle barbabietola da zucchero. Pubblicò nel 1880 Les meilleurs blés (I migliori grani) con la descrizione delle varietà di grano invernale e primaverile e delle relative tecniche colturali, che fu seguita da un supplemento pubblicato da Vilmorin-Andrieux & C. nel 1909. Nel 1893 pubblicò a Londra un piccolo libro in inglese, Flowers of the French Riviera. J.D. Hooker gli dedicò il 125° volume del Botanical Magazine pubblicato da William Curtis. Henry de Vilmorin fu sindaco di Verrières-le-Buisson dal 1884 alla sua morte.

### Famiglia
Henry de Vilmorin sposò nel 1869 Louise Julie Darblay; i due ebbero sette figli:
- Caroline Marie Julie Elisabeth Lévêque de Vilmorin (1870-1940),
- Joseph Marie Philippe Levêque de Vilmorin (1872-1917),
- Louise Marie Thérèse Lévêque de Vilmorin (1873-1967),
- Jean Louis Marie Lévêque de Vilmorin (1876-1946),
- Charles Claude Marie Marc Lévêque de Vilmorin (1880-1944),
- Louis Lévêque de Vilmorin (1883-1944),
- Paul Marie Vincent Lévêque de Vilmorin (1885-1940).

## Società scientifiche
- Académie d'agriculture de France, membro titolare dal 28 febbraio 1885,
- Société botanique de France, membro a vita (1860) e presidente (1889),
- Société de l'histoire de Paris et de l'Île-de-France[6].

## Opere

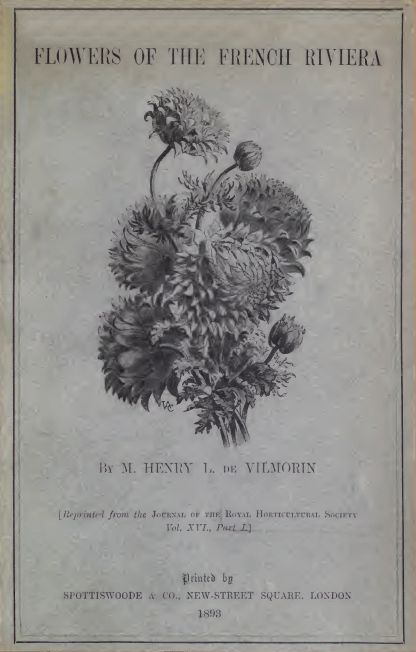
Flowers of the French Riviera (pubblicato a Londra nel 1893)

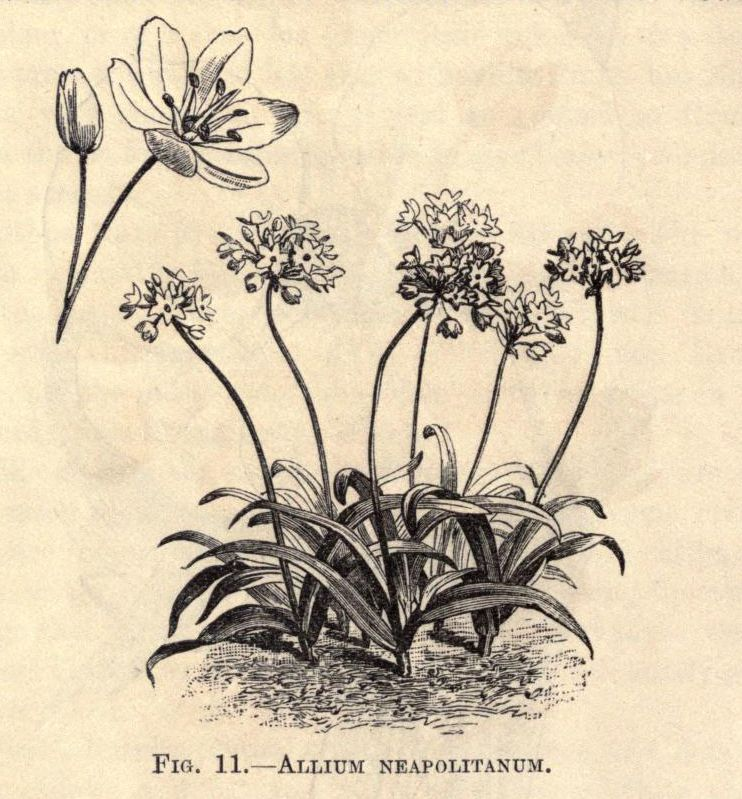
Allium neapolitanum (tavola da Flowers of the French Riviera)

- (FR)  Assainissement de la Seine. Épuration et utilisation des eaux d'égout. Commission d'études. Rapport de la première sous-commission chargée d'étudier les procédés de culture horticole à l'aide des eaux d'égout, 1878.
- (FR)  Les Blés à cultiver, conférence faite au congrès de l'Association nationale de la meunerie française, le 7 septembre 1887, à Paris (II édition), suivie de l’Hiver de 1890-1891 et les blés, par Henry L. de Vilmorin, 1892.
- (FR)  Catalogue méthodique et synonymique des froments qui composent la collection de Henry L. de Vilmorin, 1889.
- (FR)  Le Chrysanthème, histoire, physiologie et culture en France et à l'étranger, 1896.
- (FR)  Les Cultures de betteraves faites à la colonie de Mettray sous la direction de la Société des agriculteurs de France en 1875, rapport présenté à l'Assemblée générale le 15 mars 1876, par M. Henry de Vilmorin, 1876.
- (FR)  Exposition universelle internationale de 1878 à Paris, groupe V, classe 46. Rapport sur les produits agricoles non alimentaires, 1881.
- (FR)  Les Fleurs à Paris, culture et commerce, par Philippe L. de Vilmorin. Introduction par Henry L. de Vilmorin, 1892.
- (FR)  L'Hérédité chez les végétaux, 1890.
- (FR)  Les Légumes de grande culture, par M. Henry Lévêque de Vilmorin,., 1894.
- (FR)  Les légumes usuels, 1890.
- (FR)  Les Meilleures pommes de terre, conférence faite au Concours agricole général de Paris le 30 janvier 1888.
- (FR)  Les Meilleurs blés, description et culture des principales variétés de froments d'hiver et de printemps, 1880.
- (FR)  Note sur une expérience relative à l'étude de l'hérédité dans les végétaux, 1879.
- (FR)  Notice biographique sur Alphonse Lavallée, trésorier perpétuel de la Société nationale d'agriculture, 1886.
- (FR)  Les Plantes de grande culture : céréales, plantes fourragères, industrielles et économiques, 1892.
- (FR)  Du Choix des blés de semence, des soins à leur donner, Syndicat des agriculteurs du Loiret, conférence du 24 octobre 1891, par M. H. de Vilmorin.
- (EN)  Flowers of the French Riviera, Londra 1893.